# Tatort: Geschlossene Akten
Geschlossene Akten ist eine Folge der ARD-Krimireihe Tatort. Die vom Sender Freies Berlin (SFB) produzierte Episode wurde erstmals am 4. September 1994 in der ARD ausgestrahlt. Es handelt sich um den siebten Tatort mit Kriminalhauptkommissar Franz Markowitz, der diesmal den Tod eines älteren Varieté-Künstlers untersucht, der mehr als ein Jahr zuvor als Suizid abgeschlossen worden war.

## Handlung
Markowitz wird zur Neujahrsgala 1994 von seinem Assistenten Pohl und dessen Frau ins Varieté Wintergarten eingeladen. Die mit Lisa Pohl befreundete Renate Burow fühlt sich während der Vorstellung unwohl und sagt ihre Teilnahme an der weiteren Silvesterfeier ab. Frau Burows Mann war Künstler in dem Varieté und vor über einem Jahr nach einer Vorstellung ums Leben gekommen, der Fall war als Suizid geschlossen worden. Frau Burow glaubt noch immer nicht, dass ihr Mann freiwillig aus dem Leben geschieden ist. Nach der Silvesternacht sucht Markowitz Frau Burow auf. Sie berichtet von den Zukunftsplänen, die sie zusammen hatten, Markowitz nimmt daher die Ermittlungen wieder auf. Er sucht das Varieté, in dem Burow gearbeitet hatte, auf und befragt dessen Ex-Kollegen Istvan. Auch er ist überzeugt, dass sein Freund Gabriel Burow keinen Suizid begangen hat, glaubt aber, dass seine Aussage von der Polizei ohnehin ignoriert wird. Gabriel sei während der letzten gemeinsamen Vorstellung plötzlich wie erstarrt gewesen, jemand aus dem Publikum muss ihm sehr viel Angst gemacht haben. Nach der Vorstellung sei er dann in einer labilen psychischen Verfassung gegangen. Damals sei von seiner Aussage keine Notiz genommen worden.
Burow hatte sich laut Gerichtsmedizin damals aus dem zwölften Stock eines Hochhauses in den Tod gestürzt. Markowitz, dessen Zweifel immer größer werden, findet heraus, dass bei Burows letzter Vorstellung die Karten für die Sitze an der Stelle, an der Burow jemanden wiedererkannt haben muss, an ein Altenheim in Charlottenburg verkauft worden waren. Markowitz begibt sich dorthin und sucht dort die Heimleiterin Uschi Lemke auf, diese vereinbart mit ihm ein Treffen mit den Besuchern der Vorstellung am nächsten Tag. Markowitz kann mittlerweile anhand eines BVG-Tickets in Burows damaliger Manteltasche herausfinden, dass Burow am Tag vor seinem Tod das Altenheim besucht hat. Die Besucher berichten ihm, dass die Vorstellung in der Mitte plötzlich abbrach, weil Burow indisponiert war. Markowitz hält den Bewohnern ein Foto von Burow vor, doch keiner kannte ihn. Eine der Bewohnerinnen, Frau Seitz, sucht Markowitz kurz darauf auf und sagt aus, Burow einen Tag vor seinem Tod im Altenheim gesehen zu haben, er habe nach einer Auseinandersetzung mit ihrem Mitbewohner Walter Beerendorf aufgelöst gewirkt und geweint. Burow hatte Beerendorf mit dem Staatsanwalt gedroht. Als Markowitz ins Altenheim kommt, ist Beerendorf nicht im Heim, er ist wie so oft mit einem jüngeren Mann, der angeblich sein Neffe ist, weggefahren. Markowitz sieht sich in Beerendorfs Zimmer um und entdeckt dort viele Erinnerungsstücke aus dem Dritten Reich. Beerendorf ist offensichtlich für mehrere Tage verreist, ein Bild, das offensichtlich jahrelang an der Wand hing, fehlt.
Markowitz findet heraus, dass Beerendorf Weltkriegsteilnehmer – und versehrter war. Sein „Neffe“ war ein jüngerer Mann, der stets mit einem anderen Wagen mit Bielefelder Kennzeichen kam, um Beerendorf abzuholen, er sei aber nicht wirklich mit Beerendorf verwandt gewesen. Das verschwundene Foto an Beerendorfs Wand zeigte ein Haus in Bielefeld, vor dem zwei Männer mit Hitlergruß salutieren. Die Firma Perschke, auf die Autos mit Bielefelder Kennzeichen zugelassen sind, hat auch eine Niederlassung in Spandau. In der Nacht erfährt Markowitz, dass Beerendorf tot aufgefunden wurde, er wurde auf der AVUS totgefahren. Markowitz schließt, dass auch bei diesem angeblichen Suizid nachgeholfen wurde, er lässt den Toten in die Gerichtsmedizin bringen. Durch einen Anruf bei der Firma Perschke bekommt Markowitz heraus, dass der Vertreter der Berliner Niederlassung Martin Böhnke heißt und fährt daraufhin zur Firma, wo er den Juniorchef antrifft, der ihn und Pohl auf den Neujahrsempfang seines Vaters verweist, der gerade stattfindet. Dort könnten sie auch Herrn Böhnke treffen. Markowitz ahnt, dass der Vater von Perschke der Führer einer Neonazi-Partei ist, die Firma Perschke scheint in Waffenschmuggel-Geschäfte verwickelt zu sein. Markowitz und Pohl fahren zum Neujahrstreffen, wie erwartet handelt es sich dabei um ein Neonazi-Treffen, auch lettische Geschäftsfreunde von Perschke sind dort anwesend. Markowitz fragt Böhnke, den er dort auch antrifft, nach Beerendorf, auch Perschke senior ist dabei. Böhnke antwortet abgeklärt, er habe Beerendorf am Bahnhof abgesetzt, dieser sei nach Westdeutschland abgereist, Böhnke und Perschke verweigern die weitere Aussage.
Markowitz und Pohl suchen das Dokumentationszentrum der US-Streitkräfte in Zehlendorf auf. Dort erfahren sie von Verbrechen der SS-Einheit in Lettland, der Beerendorf angehört hatte. Ein Ort, den die Einheit ausgelöscht hatte, war der Geburtsort von Gabriel Burow, Perschke senior war der Adjutant des Kommandanten der Einheit, dieser hieß Reimann, war aber der spätere Walter Beerendorf. Die Spurensicherung berichtet Markowitz, dass die Reifenspuren auf Beerendorfs Leiche von Böhnkes Auto stammen, Beerendorf war vor seinem Tod betäubt worden. Pohl berichtet von einer Schießerei bei Perschkes Kai im Binnenhafen, Böhnke sei dabei gewesen. Im Hafen stellen die Beamten umfangreiches Kriegsmaterial sicher, Perschke junior und der schwer verletzte Böhnke können dort festgenommen werden, doch verweigern die Aussage. Markowitz und seine Leute fahren wieder hinaus nach Falkensee zum Neonazitreffen, Markowitz konfrontiert Perschke senior damit, dass dieser den Obersturmführer Reimann unter dem Namen Beerendorf in einem Berliner Altenheim versteckt und ihn am Vortag beseitigt habe und dass er auch Burow beseitigen ließ, weil dieser den Mörder Reimann erkannt habe. Während Perschke abgeführt wird, erfährt Markowitz, dass Böhnke auf dem Weg ins Krankenhaus seinen Verletzungen erlegen ist, mehr als der Waffenschmuggel wird Perschke deshalb nicht nachzuweisen sein.

## Rezeption

### Einschaltquoten
Geschlossene Akten erreichte bei seiner Erstausstrahlung am 4. September 1994 insgesamt 7,64 Mio. Zuschauer, was einem Marktanteil von 25,3 % entsprach.

### Kritiken
TV Spielfilm urteilte positiv und meinte: „Sachlich, ohne überflüssige Kapriolen“. Das Drehbuch von Günter Lamprecht und Matti Geschonneck wurde mit dem Goldenen Gong ausgezeichnet.